# Adolfo Tunesi
Adolfo Tunesi (Cento, Italia, 27 de agosto de 1887-Bolonia, Italia, 29 de noviembre de 1964) fue un gimnasta artístico checo que compitió por Bohemia, Estocolmo 1912.

## Carrera deportiva
En las Olimpiadas celebradas en Estocolmo en 1912 ganó la medalla de bronce en la general individual —tras su compatriota Alberto Braglia y el francés Louis Ségura— y el oro en el concurso por equipos "sistema europeo", por delante de los húngaros y británicos.